# شیپروک (نیومکزیکو)
شیپروک(به انگلیسی: Shiprock) شهری در ایالت نیومکزیکو کشور ایالات متحده آمریکا است که جمعیت آن در سرشماری سال ۲۰۱۰ میلادی، ۸٬۲۹۵ نفر بوده‌است.

## نگارخانه

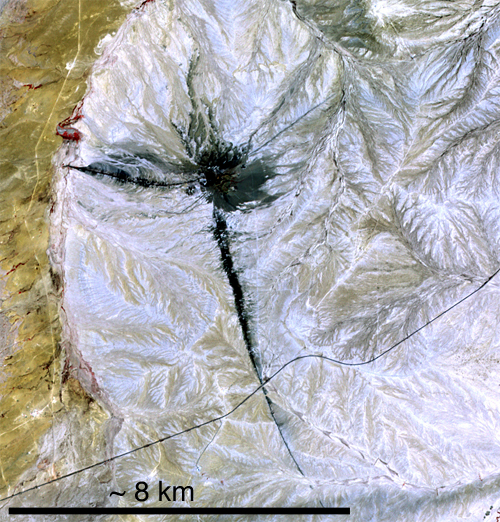